# Жуков, Владимир Дмитриевич
Владимир Дмитриевич Жуков (1871—1920) — генерал-майор, герой Первой мировой войны, участник Белого движения.

## Биография
Окончил Полтавский кадетский корпус (1889) и Михайловское артиллерийское училище (1892), откуда выпущен был подпоручиком в 31-ю артиллерийскую бригаду. Произведен в поручики 25 июля 1895 года, в штабс-капитаны — 13 июля 1897 года.
Был прикомандирован к Михайловскому артиллерийскому училищу в качестве офицера батареи, а 26 ноября 1903 года переведён в лейб-гвардии 1-ю артиллерийскую бригаду с оставлением при том же училище. Произведён в капитаны 28 мая 1906 года. 25 мая 1911 года назначен командиром 1-й батареи 1-й Финляндской стрелковой артиллерийской бригады с переименованием в подполковники.
В Первую мировую войну вступил с 1-й Финляндской стрелковой артиллерийской бригадой. Пожалован Георгиевским оружием
За то, что во время боев у д. Козювка с 25 февраля 1915 года, временно командуя 1-м Финляндским стрелковым артиллерийским дивизионом, отлично руководил действиями артиллерии. Находясь на передовом наблюдательном пункте в исключительной опасности под действительным ружейным огнем, корректировал стрельбу артиллерии, что в результате позволяло наносить противнику поражен и прерывать начатые атаки.
Удостоен ордена Святого Георгия 4-й степени
За то, что во время боя под д. Козювкой 27 марта 1915 года, находясь все время под сильным действительным неприятельским огнем, отлично руководил своей артиллерией, огнем которой приостановил натиск превосходных сил противника с артиллерией и дал возможность нашим войскам занять и укрепиться на новой позиции.
26 августа 1915 года произведён полковники «за отличия в делах против неприятеля». 18 января 1916 года назначен командиром 1-го Финляндского горного артиллерийского дивизиона, а 22 июля того же года произведён в генерал-майоры за боевые отличия. 30 сентября 1917 года был назначен командиром 37-й артиллерийской бригады.
В 1918 году служил в гетманской армии, был начальником артиллерии 8-го Екатеринославского корпуса. 27 ноября 1918 года в составе Екатеринославского отряда выступил в поход на соединение с Вооружёнными силами Юга России, был начальником артиллерии отряда. По прибытии в Крым с 8 февраля 1919 года был назначен командиром 3-го дивизиона 4-й артиллерийской бригады, а с 14 декабря 1919 года — командиром восстановленной 34-й артиллерийской бригады. Убит в 1920 году в Крыму.

## Награды
- Орден Святой Анны 3-й ст. (ВП 6.12.1904)
- Орден Святого Станислава 2-й ст. (1907)
- Орден Святой Анны 2-й ст. (1910)
- Орден Святого Владимира 4-й ст. (ВП 14.05.1912)
- Орден Святого Георгия 4-й ст. (ВП 1.09.1915)
- мечи и бант к ордену Св. Владимира 4-й ст. (ВП 13.10.1915)
- Георгиевское оружие (ВП 10.11.1915)
- Орден Святого Владимира 3-й ст. с мечами (ВП 20.10.1916)
- мечи к ордену Св. Анны 2-й ст. (ВП 7.11.1916)
- Знак Екатеринославского похода (1920)